# Порту-ди-Мос

Порту-ди-Мос на карте штата.

Порту-ди-Мос (порт. Porto de Moz) — муниципалитет в Бразилии, входит в штат Пара. Составная часть мезорегиона Байшу-Амазонас. Входит в экономико-статистический микрорегион Алмейрин. Население составляет  33 956 человек на 2010 год. Занимает площадь 17 423,020 км². Плотность населения — 1,95 чел./км².

## Демография
Согласно сведениям, собранным в ходе переписи 2010 г. Национальным институтом географии и статистики (IBGE), население муниципалитета составляет:
| Полное население                               | Полное население                               | Полное население                               | Полное население                               | 33 956 |
| ---------------------------------------------- | ---------------------------------------------- | ---------------------------------------------- | ---------------------------------------------- | ------ |
| в том числе:                                   | Городское население                            | 14 583                                         | Процент городского населения, %                | 42,95  |
|                                                | Сельское население                             | 19 373                                         | Процент сельского населения, %                 | 57,05  |
|                                                | Мужское население                              | 17 612                                         | Процент мужского населения, %                  | 51,87  |
|                                                | Женское население                              | 16 344                                         | Процент женского населения, %                  | 48,13  |
| Плотность населения, чел/км²                   | Плотность населения, чел/км²                   | Плотность населения, чел/км²                   | Плотность населения, чел/км²                   | 1,95   |
| Население муниципалитета в % к населению штата | Население муниципалитета в % к населению штата | Население муниципалитета в % к населению штата | Население муниципалитета в % к населению штата | 0,45   |

По данным оценки 2015 года население муниципалитета составляет 38 471 жителя.

## Статистика
- Валовой внутренний продукт на 2003 год составляет 60 355 873,00 реалов (данные: Бразильский институт географии и статистики).
- Валовой внутренний продукт на душу населения на 2003 год составляет 2237,06 реалов (данные: Бразильский институт географии и статистики).
- Индекс развития человеческого потенциала на 2000 год составляет 0,650 (данные: Программа развития ООН).

## Административное деление
Муниципалитет состоит из 3 дистриктов:
| № | Наименование дистрикта | Наименование дистрикта (порт.) | Территория, км² | Население, чел.(2010) | Население, чел.(2010) | Население, чел.(2010) | Плотность, чел./км² | Код дистрикта |
| № | Наименование дистрикта | Наименование дистрикта (порт.) | Территория, км² | всего                 | городское             | сельское              | Плотность, чел./км² | Код дистрикта |
| 1 | Порту-ди-Мос           | Porto de Moz                   | 13 065          | 28 076                | 14 446                | 13 630                | 2,15                | 150590805     |
| 2 | Вейрус                 | Veiros                         | 3570,88         | 3428                  | -                     | 3428                  | 0,96                | 150590810     |
| 3 | Виларинью-ду-Монти     | Vilarinho do Monte             | 787,14          | 2452                  | 137                   | 2315                  | 3,12                | 150590815     |

## Важнейшие населенные пункты
| № | Населённый пункт   | Населённый пункт (порт.) | Категория | Население чел. (2010) | На карте                       |
| - | ------------------ | ------------------------ | --------- | --------------------- | ------------------------------ |
| 1 | Порту-ди-Моз       | Porto de Moz             | город     | 14 446                | 1°45′02″ ю. ш. 52°14′04″ з. д. |
| 2 | Тапара             | Tapará                   | поселок   | 583                   | 1°38′43″ ю. ш. 52°10′02″ з. д. |
| 3 | Виларинью-ду-Монти | Vilarinho do Monte       | поселок   | 137                   | 1°36′59″ ю. ш. 52°04′24″ з. д. |